# دوجمان (مقاطعة تشالوس)
دوجمان (بالفارسية: دوجمان) هي قرية تقع في قسم كلارستاق الغربي الريفي (مقاطعة تشالوس) في إيران. يقدر عدد سكانها بـ 386 نسمة .